# Michael Lashley
Michael Andrew Lashley ist ein Rechtsanwalt und Politiker aus Barbados von der Democratic Labour Party (DLP), der von 2003 bis 2018 Mitglied des House of Assembly sowie seit 2013 Minister für Verkehr und öffentliche Arbeiten im Kabinett von Premierminister von Barbados Freundel Stuart war.

## Leben
Lashley absolvierte nach dem Besuch der Garrison Secondary School und der Barbados Community College ein Studium der Rechtswissenschaften an der University of the West Indies, Cave Hill Campus, sowie der Sir Hugh Wooding Law School. Während seines Studiums engagierte er sich als Präsident der nationalen Vereinigung der Rechtsstudenten (Barbados Law Students’ Association) an der Sir Hugh Wooding Law School sowie als Gründungsmitglied der Garrison School Old Scholars’ Association. 
Nach Abschluss des Studiums nahm er nach seiner anwaltlichen Zulassung im Oktober 1995 eine Tätigkeit als Rechtsanwalt als Partner der Anwaltskanzlei Simmons, Chandler and Lashley auf, wo er sich auf Strafrecht spezialisierte. Daneben arbeitete er in Teilzeit als Tutor für Recht am Urban Adult College.
Bei den Wahlen vom 21. Mai 2003 wurde Lashley erstmals zum Mitglied des House of Assembly gewählt und vertritt in diesem nach seinen Wiederwahlen vom 15. Januar 2008 und 21. Februar 2013 den Wahlkreis St. Philip North.
Lashley wurde nach dem Sieg der DLP bei den Wahlen vom 15. Januar 2008 von Premierminister David Thompson im Januar 2008 zum Minister für Wohnungsbau und Ländereien (Minister of Housing and Lands) ernannt. Als solcher trug er erfolgreich zum Bau von mehreren hundert Wohnungen bei. Dieses Ministeramt bekleidete er seit dem 23. Oktober 2010 auch in der Regierung von Freundel Stuart, der das Amt des Premierministers nach Thompsons Tod übernommen hatte.
Im März 2013 wurde er von Premierminister Stuart zum Minister für Verkehr und öffentliche Arbeiten (Minister of Transport and Works) ernannt, während Denis Kellman sein Nachfolger als Minister für Wohnungsbau und Ländereien wurde. In seinem neuen Ministeramt setzte sich Lashley für den Erhalt und die Entwicklung der Straßeninfrastruktur sowie eine Verbesserung des Verkehrssystems ein. Er blieb Minister bis zur Regierungsablösung im Mai 2018.
Er engagiert sich ferner in Sport und Kultur des Landes wie zum Beispiel als Mitgründer des St. Philip’s Carnival Committee sowie als aktives Mitglied des St. Catherine’s Sports Club, ein Sportverein mit einer langen und reichen Geschichte in der Premier League Division im Cricket in Barbados.